# Híradástechnikai Anyagok Gyára
A Híradástechnikai Anyagok Gyára elődjét 1884. május 7-én Horganyhengermű Rt. néven alapították Vácon.

## Története
A Horganyhengermű Rt.-ben hengerelt horganyáru gyártása folyt. 1953-ban indult meg a porvasmag termékek gyártása. 1959-ben indult a NYÁK-termékek, valamint híradástechnikai transzformátorok gyártása. 1959-ben a Siemens-termékek licencével indult meg a lágymágneses ferritek gyártása. 1983-ban a Krupp Widia Essen cégtől vásárolt licencet, amellyel megkezdte a stronciumferrit gyártást.
Fő profilja ferritek, különféle vasmagok, fojtótekercsek és transzformátorok gyártása volt. Telephelye Vácon volt.